# Szent Pál-templom (Frankfurt)
A frankfurti Szent Pál-templom  (Paulskirche) Frankfurt am Main városának és egyben Németországnak egyik fontos történelmi emlékhelye, egykori evangélikus templom. 1789 és 1833 között épült Johann Friedrich Christian Hess tervei alapján az 1786-ban lebontott középkori Barfüßerkirche (Mezítlábas templom) helyén. 1944-ig a város evangélikus főtemplomaként szolgált. Ezt a szerepet a Szent Katalin-templom vette át. A klasszicista stílusú körtemplom tulajdonképpen elliptikus alaprajzú, hosszanti tengelye 30, rövidebb tengelye 20 méteres. 
Az épület fő történelmi nevezetessége, hogy 1848–1849-ben, a német polgári forradalom idején itt ülésezett a frankfurti nemzetgyűlés, az első szabadon választott német népképviselet. Ezért az épület a német demokrácia egyik legfontosabb szimbólumának számít. 
1944. március 18-án egy szövetséges légitámadás során az épület a környező frankfurti belváros csaknem egészével együtt leégett. A második világháború után az egyik első történelmi épületként állították helyre külsőleg; belsejét nagymértékben leegyszerűsítették. A frankfurti nemzetgyűlés 100. évfordulóján, 1948. március 18-án nyitották meg újra Haus aller Deutschen (Minden németek háza) néven; azóta nemzeti emlékhelyként rangos kiállítások, rendezvények színhelyéül szolgál.
Hosszú ideig a templom adott otthont Philipp Veit Germania (1848) című festményének, mely az egyesült demokratikus Németország szimbóluma volt egészen az első világháború végéig.

## Fordítás
- Ez a szócikk részben vagy egészben a Frankfurter Paulskirche című német Wikipédia-szócikk ezen változatának fordításán alapul.  Az eredeti cikk szerkesztőit annak laptörténete sorolja fel. Ez a jelzés csupán a megfogalmazás eredetét és a szerzői jogokat jelzi, nem szolgál a cikkben szereplő információk forrásmegjelöléseként.